# Damir Dugonjič
Damir Dugonjič (Ravne na Koroškem, 21 febbraio 1988) è un nuotatore sloveno.
Specializzato nella rana ha vinto 2 medaglie d'argento ai Campionati europei di nuoto in vasca corta 2011 di Stettino.

## Palmarès
- Mondiali in vasca corta

Istanbul 2012: argento nei 50m rana e nei 100m rana.
- Europei

Debrecen 2012: oro nei 50m rana
Berlino 2014: bronzo nei 50m rana.
- Europei in vasca corta

Stettino 2011: argento nei 50m rana e nei 100m rana.
Chartres 2012: argento nella 4x50m misti mista e bronzo nei 50m rana.
Herning 2013: oro nei 50m rana e bronzo nei 100m rana.
Netanya 2015: oro nei 50m rana.
- Giochi del Mediterraneo

Mersin 2013: oro nei 50m rana.